# Моран (Тексас)
Моран (енгл. Moran) град је у америчкој савезној држави Тексас. По попису становништва из 2010. у њему је живело 270 становника.

## Демографија
Према попису становништва из 2010. у граду је живело 270 становника, што је 37 (15,9%) становника више него 2000. године.
| Група             | 2000.       | 2010.       |
| Белци             | 221 (94,8%) | 220 (81,5%) |
| Афроамериканци    | 0 (0,0%)    | 1 (0,4%)    |
| Азијати           | 0 (0,0%)    | 1 (0,4%)    |
| Хиспаноамериканци | 11 (4,7%)   | 47 (17,4%)  |
| Укупно            | 233         | 270         |